# Schleifer Dialekt
Der Schleifer Dialekt (sorbisch Slepjanska narěč oder slepjanšćina) ist ein Übergangsdialekt der ober- und niedersorbischen Sprachen, der in der Schleifer Region gesprochen wird. Unter den sorbischen Dialekten ist der Schleifer Dialekt am nächsten mit dem Muskauer Dialekt verwandt, dessen Sprachterritorium östlich angrenzt. Von Slawisten werden diese beiden Dialekte eher dem Niedersorbischen als dem Obersorbischen zugeordnet.
Der Schleifer Dialekt wird überwiegend mündlich weitergegeben und hat keine eigene moderne Schriftsprache. Schriftstücke im Schleifer Dialekt entsprechen daher keiner standardisierten Grammatik oder sind mit einer der beiden Standardsprachen versetzt. 
Der sorbische Halbbauer Hanso Nepila aus Rohne, der als erster nichtgeistlicher Schriftsteller auf Sorbisch schrieb, verfasste seine Texte ausschließlich im Schleifer Dialekt. Auf dem Friedhof in Rohne findet sich zudem an den historischen Grabsteinen eine der größten Sammlungen historischer Inschriften im Schleifer Dialekt.
Innerhalb des Verbreitungsgebiets, das sich nahezu mit dem der Schleifer Tracht deckt, sind leichte Unterschiede zwischen Groß Düben und Halbendorf auf der einen, und den anderen fünf Dörfern auf der anderen Seite feststellbar.
Der 2011 im Kirchspiel Schleife gegründete Verein Kólesko ist um die Dokumentation, Publikation und Pflege des Schleifer Dialekts, des Liedguts und der Schleifer Tracht bemüht. Für ihren „herausragenden Beitrag zur Revitalisierung des Schleifer Sorbisch“ erhielten die Kólesko-Mitglieder Juliana Kaulfürst und Dieter Reddo 2018 den Zejler-Preis des Sächsischen Staatsministeriums für Wissenschaft und Kunst.